# Episodi di Camera Café (quarta stagione)
La quarta stagione della sitcom Camera Café è stata trasmessa in prima visione in Italia da Italia 1 dal 10 settembre 2007 al 2008. È formata da 298 episodi.
Questa stagione viene anche identificata come Camera Café - La fusione.
| n°  | Titolo                         | Guest star                                            | Trama | Prima visione     |
| --- | ------------------------------ | ----------------------------------------------------- | --- | ----------------- |
| 1   | Guerra civile                  | Chen Ruisheng - Yang Shi                              | Tra l'azienda e la Digitex scatta una ripicca dopo l'altra. | 10 settembre 2007 |
| 2   | Abbonato speciale              |                                                       | Paolo riceve un omaggio per i 20 anni di abbonamento alla "Rivista dell' Alfista". | 10 settembre 2007 |
| 3   | Asilo politico                 | Benedetta Parodi - Yoon Cometti Joyce                 | Un ragazzo cinese irrompe improvvisamente in azienda chiedendo asilo politico. | 10 settembre 2007 |
| 4   | Buoni consigli                 |                                                       | Gaia ha litigato con il fidanzato e va in cerca di conforto in area relax. | 10 settembre 2007 |
| 5   | Ce l'hai                       |                                                       | In azienda spopola un nuovo gioco tra i dipendenti, il "ce l'hai". | 10 settembre 2007 |
| 6   | Comunicazione non verbale      |                                                       | Paolo scopre i segreti della comunicazione non verbale. | 10 settembre 2007 |
| 7   | Congiura                       |                                                       | Carminati porta a riparare la sua macchina da Pino, il fidato carrozziere di Paolo. | 10 settembre 2007 |
| 8   | Corso di recupero              |                                                       | Carminati organizza un corso per cementare l'unione tra colleghi. | 10 settembre 2007 |
| 9   | Direttore per un giorno        |                                                       | De Marinis sfida Luca a prendere il suo posto per un giorno. | 10 settembre 2007 |
| 10  | Diritti d'autore               | Paolo Mazzarelli                                      | Luca inizia a vendere delle magliette disegnate da Patti che ritraggono "Tenero Coniglietto", un manga giapponese. | 10 settembre 2007 |
| 11  | Domino                         | Giorgio Reali                                         | De Marinis invita Luca e Paolo a costruire un domino più bello di quello realizzato da un dipendente Digitex. | 10 settembre 2007 |
| 12  | Puzzi                          |                                                       | In azienda ricomincia la guerra del "Puzzi". | 10 settembre 2007 |
| 13  | Guidatore misterioso           |                                                       | Paolo riceve l'ennesima multa, ma ha degli strani sospetti. | 14 settembre 2007 |
| 14  | Il primo a cadere              |                                                       | Luca e Paolo scommettono chi sarà il primo a finire in ospedale. | 14 settembre 2007 |
| 15  | Il signore dell'anello         | Simone Repetto                                        | Paolo trova un anello di plastica (tipica sorpresa delle buste di patatine) che scopre appartenere alla figlia di un cliente, ma non riesce più a toglierlo dal suo dito. | 14 settembre 2007 |
| 16  | In viaggio con Patti           |                                                       | Patti ha vinto un viaggio per due ad un quiz radiofonico. | 14 settembre 2007 |
| 17  | Ti devo dire una cosa          |                                                       | Paolo deve dire una cosa importante a Luca, ma non si ricorda cosa. | 14 settembre 2007 |
| 18  | Paolo intenditore              |                                                       | Luca sfida Paolo a riconoscere la grappa del suo amico Pino da un'altra qualsiasi. | 14 settembre 2007 |
| 19  | Il gioco dei cellulari         |                                                       | In azienda ci si diverte a nascondere i cellulari. | 14 settembre 2007 |
| 20  | La nonna di Andrea             | Laura Pestellini                                      | Luca e Paolo conoscono la candida e innocente nonna di Andrea. | 14 settembre 2007 |
| 21  | Il guastafeste                 |                                                       | Luca è il solo dipendente dell'azienda che non partecipa alla festa di compleanno di Patti. | 14 settembre 2007 |
| 22  | Il destino                     |                                                       | Patti spiega a Paolo il destino. | 14 settembre 2007 |
| 23  | Come farsi offrire un caffè    |                                                       | Luca e Paolo scommettono su chi dei due riuscirà a farsi offrire un caffè da Vittorio. | 14 settembre 2007 |
| 24  | Gli aneddoti di Maria Eleonora | Andrea Brancone                                       | Maria Eleonora racconta a Luca e a Paolo alcuni dei suoi aneddoti, ma quest'ultimo non crede che la collega sia del tutto onesta. | 14 settembre 2007 |
| 25  | L'anello perduto               |                                                       | Luca trova un anello e lo regala ad Alex, ma Paolo crede che quell'anello appartenga a Gaia. | 14 settembre 2007 |
| 26  | Lo scroscio                    |                                                       | In area relax c'è una strana perdita dal soffitto. | 14 settembre 2007 |
| 27  | Il dono della sintesi          |                                                       | Geller prova a spiegare a Paolo l'importanza della sintesi in un discorso. | 14 settembre 2007 |
| 28  | Camper Tommy                   |                                                       | Geller chiede ai dipendenti di portare in ufficio il libro che ha cambiato la loro vita. | 14 settembre 2007 |
| 29  | Impalcatura                    |                                                       | Una impalcatura in area relax blocca l'accesso alla macchinetta del caffè. | 14 settembre 2007 |
| 30  | Il plasma                      |                                                       | Per far seguire la partita della Nazionale in area relax a tutti i dipendenti, Luca è costretto da Geller a portare in azienda il suo nuovissimo televisore al plasma. | 14 settembre 2007 |
| 31  | La camicia di Olmo             |                                                       | Olmo indossa la stessa camicia da settimane. | 14 settembre 2007 |
| 32  | La tecnica del no              |                                                       | Paolo dà dei consigli ad Olmo su come conquistare Caterina. | 14 settembre 2007 |
| 33  | Lavoro forzato                 |                                                       | De Marinis obbliga Luca e Paolo a stare in area relax e a non lavorare per un'intera giornata. | 14 settembre 2007 |
| 34  | Ricatto a Geller               |                                                       | Luca e Paolo minacciano Geller con delle foto compromettenti. | 14 settembre 2007 |
| 35  | Riflessi condizionati          |                                                       | Luca e Paolo tentano un esperimento in ufficio. | 19 settembre 2007 |
| 36  | Week end in camper             | Michele Radice                                        | Paolo conosce un collega della Digitex camperista come lui, e Luca ne diventa molto geloso. | 19 settembre 2007 |
| 37  | Zitta                          |                                                       | Paolo sgrida Patti, che si offende, ma lei doveva riferirgli i dettagli di un appuntamento con un importante cliente e adesso Paolo non sa come fare. | 19 settembre 2007 |
| 38  | Il palmare                     |                                                       | A tutti i dipendenti viene dato un palmare aziendale, tranne che a Luca. | 19 settembre 2007 |
| 39  | Giochi di guerra               |                                                       | Tra Paolo e Carminati scoppia la guerra con il paintball. | 19 settembre 2007 |
| 40  | Il fattore Geller              |                                                       | in azienda tutti vogliono essere come Geller. | 19 settembre 2007 |
| 41  | Controscherzo                  | Mario Pietramala                                      | Paolo crede che Luca gli abbia organizzato uno scherzo. | 19 settembre 2007 |
| 42  | 2008 - Odissea nell'ufficio    |                                                       | De Marinis fa installare in azienda un supercomputer che dovrebbe far aumentare la produttività dei dipendenti. | 19 settembre 2007 |
| 43  | L'altro Paolo                  | Matteo Alfonso                                        | In azienda arriva un altro dipendente che si chiama Paolo. | 19 settembre 2007 |
| 44  | Sì o no                        |                                                       | Luca scommette con Paolo che non dirà né sì né no per un'intera giornata. | 19 settembre 2007 |
| 45  | La penna nella roccia          |                                                       | Maria Eleonora ha incastrato la penna stilografica di Geller in un temperamatite elettrico. | 19 settembre 2007 |
| 46  | Analisi di clima               |                                                       | Geller cerca di capire quali sono i problemi dell'azienda, attraverso un'analisi di clima. Paolo, in particolare, non sa come comportarsi al riguardo. | 19 settembre 2007 |
| 47  | Déjà vu                        |                                                       | Luca, Paolo ed Olmo organizzano una truffa ai danni di Silvano. | 19 settembre 2007 |
| 48  | Il dubbio di Paolo             |                                                       | Paolo crede di essere gay. | 19 settembre 2007 |
| 49  | Ospitalità                     |                                                       | Luca e Paolo si sfidano per ospitare a casa loro un'amica di Giovanna. | 19 settembre 2007 |
| 50  | Atteggiamento vincente         |                                                       | Geller fa notare a Silvano il suo atteggiamento troppo arrendevole. | 25 settembre 2007 |
| 51  | Manca poco                     |                                                       | Luca e Paolo discutono sulla percezione del tempo. | 25 settembre 2007 |
| 52  | Cretino                        |                                                       | Silvano cerca in tutti i modi di farsi dare del cretino da De Marinis. | 25 settembre 2007 |
| 53  | I racconti di Paolo Bitta      | Simone Ricciardi - Gianluca Gambino                   | Paolo cerca di rubare un cliente a Carminati raccontandogli le sue bravate. | 25 settembre 2007 |
| 54  | Insonnia                       |                                                       | Luca deve finire una pratica urgente di notte e Vittorio lo aiuta a restare sveglio. | 25 settembre 2007 |
| 55  | Ilaria seduttrice              | Guido Laurini - Pietro Alessandri                     | Ilaria sfida Maria Eleonora a colpi di seduzione. | 25 settembre 2007 |
| 56  | Luca pettegolo                 |                                                       | Luca racconta i pettegolezzi dei suoi colleghi ai dipendenti Digitex. | 25 settembre 2007 |
| 57  | La mano morta                  |                                                       | Da un paio di giorni Ilaria è insistentemente palpeggiata nell'ascensore. | 25 settembre 2007 |
| 58  | Il libretto                    |                                                       | Luca e Paolo escogitano dei modi per leggere il famigerato libretto di Geller. | 25 settembre 2007 |
| 59  | Ascensore rotto                | Alessandro Gabelli - Alessandro Dinuzzi               | Luca deve lavorare con uno stagista della Digitex, ma a causa dell'ascensore guasto non vuole fare la fatica di salire le scale. | 25 settembre 2007 |
| 60  | Divieto di guida               |                                                       | De Marinis non permette a Paolo di guidare la nuova Alfa Romeo dell'azienda. | 25 settembre 2007 |
| 61  | Tiglio                         |                                                       | Luca si oppone al taglio di un vecchio tiglio nel parcheggio aziendale. | 25 settembre 2007 |
| 62  | Doppia uscita                  |                                                       | Luca ha promesso di uscire la stessa sera sia con Paolo che con Alex. | 25 settembre 2007 |
| 63  | Il confine                     |                                                       | Silvano scopre che il confine tra città e provincia passa esattamente in mezzo all'azienda. | 25 settembre 2007 |
| 64  | Tempo di leggere               |                                                       | Silvano vuole finire di leggere un libro, ma deve fare da guardia ad un prezioso vaso del direttore e fare i conti con Patti che vuole passare la serata con lui. | 25 settembre 2007 |
| 65  | Quando Ugo impazzisce          |                                                       | Finalmente Luca ha un appuntamento con Maria Eleonora, ma non riesce a capire dove deve incontrarla. | 25 settembre 2007 |
| 66  | Mocaccino                      |                                                       | Patti non sa come preparare un mocaccino. | 3 ottobre 2007    |
| 67  | La rivale                      |                                                       | Silvano ha un appuntamento con una misteriosa Amelia. | 3 ottobre 2007    |
| 68  | Nursery                        |                                                       | Patti e Caterina sono stufe del proprio lavoro, così decidono di scambiarsi di ruolo. | 3 ottobre 2007    |
| 69  | Panchine                       | Eva Collini - Claudio Taroppi                         | Luca si lascia abbindolare da un'affascinante venditrice. | 3 ottobre 2007    |
| 70  | Risparmio energetico           |                                                       | Patti si impegna a far risparmiare energia all'azienda. | 3 ottobre 2007    |
| 71  | Seno rifatto                   |                                                       | Ilaria e Gaia scommettono riguardo alla naturalezza o meno del seno di Caterina e cercano in tutti i modi di capirlo. | 3 ottobre 2007    |
| 72  | Voglio un figlio               |                                                       | Luca vuole un figlio da Alex. | 3 ottobre 2007    |
| 73  | Stretta di mano                | Hiroshi Sakai                                         | Silvano vuole avere una stretta di mano più convincente. | 3 ottobre 2007    |
| 74  | Metodi violenti                |                                                       | Maria Eleonora chiede a Luca di fare qualcosa per i metodi adoperati da Andrea. | 3 ottobre 2007    |
| 75  | Il cubo di Rubik               |                                                       | Luca sfida Paolo a risolvere un cubo di rubik. | 3 ottobre 2007    |
| 76  | Videogioco                     |                                                       | Luca e Paolo inventano un videogioco, sulla falsariga di Space Invaders, ambientato in azienda. | 3 ottobre 2007    |
| 77  | Bagno occupato                 | Guglielmo Menconi                                     | Pippo si chiude a chiave in bagno dopo essere stato maltrattato da Paolo. | 3 ottobre 2007    |
| 78  | Gatto pianista                 |                                                       | Luca, Paolo e Patti realizzano un videoclip con protagonista Marilyn. | 3 ottobre 2007    |
| 79  | Il re degli scherzi            | Marco Simeoli                                         | Un dipendente della Digitex ritiene di organizzare degli scherzi migliori di quelli di Luca e Paolo. | 3 ottobre 2007    |
| 80  | Come va?                       |                                                       | Paolo chiede "Come va?" a Geller, senza pensare alle possibili conseguenze. | 3 ottobre 2007    |
| 81  | Amicississimi                  |                                                       | Paolo e Silvano diventano improvvisamente amici inseparabili. | 10 ottobre 2007   |
| 82  | Il collega defunto             |                                                       | Luca e Paolo fingono di piangere la morte di uno sconosciuto collega della Digitex per poter ottenere un permesso. | 10 ottobre 2007   |
| 83  | Ugly Bitta                     |                                                       | A causa di un incidente, Paolo è costretto a portare gli occhiali e l'apparecchio ai denti. | 10 ottobre 2007   |
| 84  | La riunione segreta            |                                                       | Paolo non può entrare in bagno. | 10 ottobre 2007   |
| 85  | Memoria                        |                                                       | Luca è arrabbiato con Paolo perché non si ricorda niente delle cose che lo riguardano. | 10 ottobre 2007   |
| 86  | Fiera del M.U.F.A.L.           | Barbara Faggioli - Vanessa Marcandella                | Luca e Paolo non vogliono andare ad una noiosa fiera di provincia per conto dell'azienda. | 14 ottobre 2007   |
| 87  | Cosa pensi della fusione?      |                                                       | Geller distribuisce in azienda un questionario per conoscere le opinioni dei dipendenti a proposito della fusione. | 14 ottobre 2007   |
| 88  | Tavolino                       |                                                       | Paolo, per fare uno scherzo, svita le gambe di un tavolino in area relax. | 14 ottobre 2007   |
| 89  | Navigatore satellitare         |                                                       | Brad e Jonathan regalano un navigatore satellitare a Paolo, proprio lo stesso giorno in cui qualcuno ha rubato quello di Geller. | 14 ottobre 2007   |
| 90  | Pacchetto regalo               |                                                       | Luca vuole rubare un pacchetto regalo a Silvano. | 14 ottobre 2007   |
| 91  | Erogare                        |                                                       | Luca e Paolo discutono sull'uso del verbo erogare. | 14 ottobre 2007   |
| 92  | Superderaggiamento             | Alessia Ventura                                       | Luca vuole provarci con una giovane segretaria della Digitex, ma Wanda, sua amica, lo scopre e non vuole dargliela vinta. | 14 ottobre 2007   |
| 93  | La guerra dei Pooh             | I Pooh                                                | I Pooh devono decidere chi, tra Paolo e Carminati, canterà al concerto aziendale. | 14 ottobre 2007   |
| 94  | La testa di Geller             |                                                       | Silvano si accorge che Geller ha la testa grande, e non riesce più a guardarlo senza mettersi a ridere. | 14 ottobre 2007   |
| 95  | Occhio nero                    |                                                       | Alex fa un occhio nero a Luca. | 14 ottobre 2007   |
| 96  | Un uomo senza qualità          |                                                       | Un test di Geller fa sì che Paolo metta in ridicolo Luca di fronte a tutta l'azienda. | 14 ottobre 2007   |
| 97  | Deficit dell'attenzione        |                                                       | Patti si convince che in azienda ci sia un'epidemia. | 16 ottobre 2007   |
| 98  | Il tecnico dell'allarme        | Claudio Migliavacca                                   | Luca e Paolo si divertono a fare sempre lo stesso scherzo al tecnico dell'allarme. | 16 ottobre 2007   |
| 99  | Portachiavi                    |                                                       | Carminati regala a Luca un portachiavi, ma Paolo non apprezza il gesto. | 16 ottobre 2007   |
| 100 | Il toporagno                   |                                                       | Luca trova nel cucinino il portafogli di Maria Eleonora e le impedisce di entrare nella stanza dicendole che c'è un toporagno. | 16 ottobre 2007   |
| 101 | Numero telefonico              | Alessandro Campanile                                  | Paolo ha paura che Geller telefoni a un suo cliente (col quale non è in ottimi rapporti) per sapere come va la trattativa, così gli consegna il numero di Luca, che finge di essere il cliente.                                                                                   | 16 ottobre 2007   |
| 102 | Sbadigli                       |                                                       | Silvano e Patti provano a fare l'amore attraverso gli sbadigli. | 18 ottobre 2007   |
| 103 | Tormentone                     |                                                       | Luca non vuole più sentire pronunciare da Silvano la parola "Togo". | 18 ottobre 2007   |
| 104 | Un figlio innamorato           |                                                       | Jonathan, il figlio di Paolo, ha trovato una ragazza. | 18 ottobre 2007   |
| 105 | Una notte all'opera            |                                                       | Maria Eleonora ha due biglietti per andare a vedere il Parsifal di Richard Wagner. | 18 ottobre 2007   |
| 106 | Coppia perfetta                |                                                       | Luca è convinto che Maria Eleonora sia innamorata di lui. | 18 ottobre 2007   |
| 107 | L'euro mancante                |                                                       | Luca non riesce a risolvere un indovinello di Silvano, a differenza di Paolo, che ci riesce subito. | 22 ottobre 2007   |
| 108 | L'eroe del giorno              | Pedro Sarubbi                                         | Paolo salva Maria Eleonora da uno scippo. | 22 ottobre 2007   |
| 109 | Tiro alla fune                 |                                                       | Paolo sfida Carminati e il suo team al tiro alla fune. | 22 ottobre 2007   |
| 110 | Contatore Geiger               |                                                       | Silvano porta in ufficio un contatore Geiger e scopre che la fiaschetta di Paolo contiene grappa radioattiva. | 22 ottobre 2007   |
| 111 | La spia cinese                 | Yoon Joice Cometti - Sung Un Cho                      | Luca e Paolo sono convinti che una spia della nuova ditta cinese si aggiri tra i corridoi dell'azienda. | 22 ottobre 2007   |
| 112 | Le stringhe di Geller          |                                                       | Geller ha le stringe delle scarpe slacciate, ma nessuno sa se dirglielo o no. | 22 ottobre 2007   |
| 113 | Snack                          |                                                       | Senza saperlo, Luca mangia lo yogurt di De Marinis. | 22 ottobre 2007   |
| 114 | Pecora                         |                                                       | Paolo porta una pecora in ufficio. | 22 ottobre 2007   |
| 115 | Geller innamorato              |                                                       | Geller fa recapitare ad Ilaria un mazzo di rose rosse. | 22 ottobre 2007   |
| 116 | La macchia                     | Beatrice Schiros - Gianni Quillico - Leda Celani      | Paolo sporca tutto il muro con il caffè ma quando un importante cliente dell'azienda vede la macchia, la scambia per un'apparizione di San Cassiano Martire. | 22 ottobre 2007   |
| 117 | Week end alle terme            |                                                       | Luca fa di tutto per poter passare il weekend insieme a Maria Eleonora. | 22 ottobre 2007   |
| 118 | Il mentore                     |                                                       | Geller dà dei consigli a De Marinis su come trattare i dipendenti. | 22 ottobre 2007   |
| 119 | Catatonico                     | Maurizio Lastrico                                     | Luca e Paolo hanno a che fare con un catatonico. | 28 ottobre 2007   |
| 120 | Una pratica di troppo          |                                                       | Alex deve passare la serata in ufficio a lavorare insieme a Carminati. | 28 ottobre 2007   |
| 121 | Vecchie nemiche                |                                                       | Ilaria entra in competizione con Maria Eleonora per un importante contratto con un cliente della Florida. | 28 ottobre 2007   |
| 122 | Caccia al ladro                | Claudia Grego                                         | Una misteriosa persona si aggira in azienda, Luca pensa che sia una spia. | 28 ottobre 2007   |
| 123 | Congresso a Parigi             |                                                       | Paolo, che ha programmato un week end con la sua amante, deve invece far credere a Valeria che si trova a Parigi per un congresso. | 28 ottobre 2007   |
| 124 | La selezione                   | Ilaria Spada                                          | De Marinis autorizza Luca ad assumere una segretaria personale. | 28 ottobre 2007   |
| 125 | Sfortunato al gioco            | Michel Altieri                                        | Paolo ha perso sua moglie Valeria a poker. | 28 ottobre 2007   |
| 126 | Origami                        |                                                       | Geller iscrive Luca al corso di origami. | 28 ottobre 2007   |
| 127 | L'auto di Geller               |                                                       | Paolo vuole assolutamente guidare la nuova Alfa Romeo di Geller. | 28 ottobre 2007   |
| 128 | La macchina della verità       |                                                       | Silvano ha un modo per non farsi dire più bugie da Luca e Paolo: una macchina della verità acquistata su Internet. | 28 ottobre 2007   |
| 129 | Imprinting                     | Andrea Dianetti                                       | Paolo è alle prese con il suo nuovo stagista. | 28 ottobre 2007   |
| 130 | La vigilessa                   | Chiara Francini                                       | Una vigilessa si presenta in azienda in cerca di Paolo. | 28 ottobre 2007   |
| 131 | Free press                     | Magda Gomes                                           | Luca conosce una ragazza. | 2 novembre 2007   |
| 132 | Destinazione finale            | Umberto Folliero                                      | Patti è convinta che oggi morirà. | 2 novembre 2007   |
| 133 | Tempesta di neve               | Sacha Oliviero                                        | I dipendenti sono bloccati in azienda da una bufera di neve. | 2 novembre 2007   |
| 134 | La vendetta di Luca            | Matteo Demicheli                                      | Per vendicarsi di uno sgarro subìto da Silvano, Luca lo terrorizza rivelandogli che il suo nuovo GPS è altamente cancerogeno. | 2 novembre 2007   |
| 135 | Enzo                           | Giorgio Mastrota - Antonio Russo                      | Pur di finire in televisione, Wanda fa finta di essere la zia di un protagonista di un reality, e Luca e Paolo fingono di essere suoi amici. | 2 novembre 2007   |
| 136 | Prevedibile                    |                                                       | Paolo pensa che Luca sia prevedibile. | 2 novembre 2007   |
| 137 | Fate la pace                   |                                                       | Luca e Paolo litigano, e Silvano cerca di farli riappacificare. | 2 novembre 2007   |
| 138 | Lo sfogo di Patti              |                                                       | Silvano consiglia a Patti di sfogarsi contro Luca e Paolo. | 2 novembre 2007   |
| 139 | I tre amigos                   | Los Caribenos                                         | Paolo non riesce a trovare 5€ da lasciare come mancia a tre mariachi. | 2 novembre 2007   |
| 140 | Tappi di plastica              | Rosario Lisma                                         | Ilaria convince Patti che raccogliere i tappi per le associazioni di volontariato non serve a nulla, facendo così una pessima figura con un suo cliente in carrozzina. | 2 novembre 2007   |
| 141 | Silvano infiltrato             |                                                       | Paolo manda Silvano a spiare Carminati. | 2 novembre 2007   |
| 142 | Veganesimo                     |                                                       | Per amore di Maria Eleonora, Luca diventa vegetariano. | 2 novembre 2007   |
| 143 | 626                            |                                                       | Luca diventa il nuovo "Responsabile della Sicurezza" dell'azienda. | 2 novembre 2007   |
| 144 | Il disco                       |                                                       | Patti ritrova nella soffitta di uno dei suoi vecchietti il primo, rarissimo ed introvabile disco dei Pooh. | 8 novembre 2007   |
| 145 | Nemici di penna                |                                                       | Carminati regala una penna a Paolo, ma poi si accorge che era l'ultima rimasta, e la rivorrebbe indietro. Nel frattempo, però, Paolo la rivende a Luca. | 8 novembre 2007   |
| 146 | Patti gelosa                   |                                                       | Patti è gelosa di Maria Eleonora. | 8 novembre 2007   |
| 147 | Discorso                       |                                                       | Luca deve preparare un discorso sui rischi di tagli al personale durante la fusione, da leggere durante una cena aziendale. | 8 novembre 2007   |
| 148 | Corso di protesta              | Ottavia Lanza                                         | Luca cerca di spiegare come si protesta ad una stagista licenziata. | 8 novembre 2007   |
| 149 | Pinzatrici                     |                                                       | L'azienda è improvvisamente a corto di pinzatrici. | 8 novembre 2007   |
| 150 | Scopri il tuo potenziale       |                                                       | I dipendenti fanno un test per scoprire il loro vero potenziale, ma Luca rimane insoddisfatto. | 8 novembre 2007   |
| 151 | Lavoro a maglia                |                                                       | Per competere con Maria Eleonora e fare colpo su Geller, Ilaria costringe Patti a fare un lavoro a maglia al suo posto. | 8 novembre 2007   |
| 152 | Il lancio del Silvano          | Fabio Zerba                                           | L'azienda e la Digitex si sfidano in un insolito sport. | 13 novembre 2007  |
| 153 | Troppo buona                   | Marco De Giorgi                                       | Patti si accorge di essere troppo buona. | 13 novembre 2007  |
| 154 | Sincerità                      |                                                       | Luca e Paolo fanno delle scommesse su quanto possono essere sinceri con i propri colleghi. | 13 novembre 2007  |
| 155 | Nonna moderna                  | Grazia Migneco - Osvaldo Salomone                     | A Paolo viene affidata la tutela di una donna anziana e spericolata, ma ciò suscita la gelosia di Luca. | 13 novembre 2007  |
| 156 | Pozione magica                 |                                                       | Luca e Paolo fanno credere a Silvano di avere una pozione magica che non fa sentire la fatica. | 13 novembre 2007  |
| 157 | Ladro di idee                  |                                                       | Silvano trova un'idea che potrebbe far risparmiare molti soldi all'azienda e Luca cerca di rubargliela. | 13 novembre 2007  |
| 158 | Infangare                      | Andrea Marchesi - Michele Mainardi                    | Senza patente, Paolo è costretto a girare in scooter. | 13 novembre 2007  |
| 159 | L'animale guida                |                                                       | Patti e Silvano sono alla ricerca del proprio animale guida. | 13 novembre 2007  |
| 160 | Centralino elettronico         |                                                       | Giovanna rischia il licenziamento. | 13 novembre 2007  |
| 161 | Il test di Rorschach           |                                                       | Luca decide di mettersi al servizio di Geller. | 13 novembre 2007  |
| 162 | Dominatore                     |                                                       | Paolo crede di poter conquistare Caterina trattandola male. | 13 novembre 2007  |
| 163 | Ti amo                         |                                                       | Alex vuole sentirsi dire da Luca due paroline. | 13 novembre 2007  |
| 164 | Distrazione                    |                                                       | Silvano non si accorge della nuova pettinatura di Patti. | 13 novembre 2007  |
| 165 | Psicofonia                     |                                                       | Patti crede che lo spirito della prima Marylin voglia mettersi in contatto con lei. | 13 novembre 2007  |
| 166 | Dante l'elefante               | Andrea Berlinghieri                                   | Luca e Paolo incontrano per la prima volta Caterina, l'educatrice della nursery aziendale. | 13 novembre 2007  |
| 167 | Le mani sul libretto           |                                                       | Geller dimentica il suo libretto in area relax. | 13 novembre 2007  |
| 168 | Confraternita aziendale        |                                                       | Luca e Paolo fanno credere a Silvano di essere entrati a far parte di una confraternita segreta. | 13 novembre 2007  |
| 169 | Olmo guardia notturna          |                                                       | Olmo, come secondo lavoro, decide di fare la guardia notturna. | 13 novembre 2007  |
| 170 | Ecologista                     |                                                       | Patti è convinta che in azienda ci siano troppi sprechi. | 18 novembre 2007  |
| 172 | La serata di Luca              |                                                       | Luca non riesce a passare la serata insieme ad Alex. | 18 novembre 2007  |
| 173 | Moneta portafortuna            | Massimo Tomassoni - Daniele Maltempi                  | Luca e Paolo trovano in area relax la moneta portafortuna del loro collega Gustavo. | 18 novembre 2007  |
| 174 | Nome proprio                   |                                                       | Emma cerca di aiutare Patti a ricordare quale sia il nome della mamma di Silvano. | 18 novembre 2007  |
| 175 | La famiglia di Giovanna        |                                                       | Luca e Paolo devono accompagnare Giovanna al matrimonio di sua cugina, ma Luca sospetta che Giovanna faccia parte di una famiglia di mafiosi. | 18 novembre 2007  |
| 176 | Leadership                     | Giovanni Sanicola                                     | De Marinis deve imparare, su esortazione di Geller, a licenziare gli impiegati comunicandoglielo delicatamente. | 18 novembre 2007  |
| 177 | Il capitano                    | Yang Shi                                              | Luca e Paolo non vogliono che Carminati diventi il capitano della nuova squadra aziendale di calcetto. | 18 novembre 2007  |
| 178 | L'amica immaginaria            | Gianni Ansaldi                                        | In seguito al licenziamento di un dipendente che ha brutalmente pestato Patti a causa del suo amico immaginario, Luca e Paolo fanno credere a Silvano che Patti, in realtà, non è mai esistita, e che è frutto soltanto della sua immaginazione.                                  | 18 novembre 2007  |
| 179 | Wanda sindacalista             |                                                       | Wanda decide di sfidare Luca e si candida per diventare il delegato sindacale dell'azienda. | 18 novembre 2007  |
| 180 | Lavaggio del cervello          |                                                       | Luca, nella notte, ha causato involontariamente l'incendio dell'ufficio di De Marinis. Per evitare di essere scoperto, vuole fare il lavaggio del cervello a Wanda, l'unica che sapeva sarebbe rimasto in azienda tutta la notte.                                                 | 18 novembre 2007  |
| 181 | 6000 fotocopie                 | Davide Iacopini - Beatrice Schiros                    | Luca si offre di licenziare un dipendente al posto di De Marinis, per vendicarsi del fatto che faccia il filo ad Alex. Prima però, lo obbliga a fare 6000 fotocopie. | 22 novembre 2007  |
| 182 | Hai le scarpe slacciate        | Alessandro Genovesi                                   | Paolo non riesce ad ingannare Luca con lo scherzo più vecchio del mondo. | 22 novembre 2007  |
| 183 | Ufficialmente                  |                                                       | Luca si inventa un sistema per non partecipare al tradizionale aperitivo aziendale. | 22 novembre 2007  |
| 184 | Mezzanotte di fuoco            |                                                       | Vittorio si innamora di Patti, dopo aver scoperto che è un'ottima tiratrice. | 22 novembre 2007  |
| 185 | Paolo non venditore            | Marco Filatori                                        | Paolo è costretto a non vendere più C-14 fino alla fine del mese. | 22 novembre 2007  |
| 186 | Una Wanda in carriera          | Franco Maino                                          | A causa dell'interesse di un importante cliente nei suoi confronti, Wanda inizia a scalare posizioni in azienda. | 22 novembre 2007  |
| 187 | Comma 22                       |                                                       | Patti, diventata sempre più sbadata e distratta sul lavoro, così chiede le ferie anticipate ad Ilaria per rimettersi in sesto. | 22 novembre 2007  |
| 188 | Rimozione                      |                                                       | Silvano non vuole credere alla relazione tra De Marinis e la sua mamma. | 22 novembre 2007  |
| 189 | Tommaso Nicolini               |                                                       | Luca e Paolo organizzano una finta colletta in ufficio per fare un po' di soldi. | 22 novembre 2007  |
| 190 | Maschera di bellezza           |                                                       | Silvano critica Patti per le sue rughe ed in lei cresce un complesso, così ruba dei prodotti di bellezza ad Ilaria e decide di usarli su di lei. | 22 novembre 2007  |
| 191 | Scarpe strette                 | Emanuele Salce                                        | Paolo non riesce a camminare con le sue scarpe nuove. | 22 novembre 2007  |
| 192 | Il solito                      |                                                       | Patti e Silvano non si ricordano più quale caffè prenda Gaia. | 26 novembre 2007  |
| 193 | L'orso                         | Daniele Gatti                                         | A Paolo vengono rubati i vestiti in ufficio. | 26 novembre 2007  |
| 194 | Suoneria aziendale             | Enrico Baroni                                         | Carminati vuole imporre a tutti i dipendenti un'unica suoneria per il cellulare. | 26 novembre 2007  |
| 195 | Pasticcini                     |                                                       | Geller porta in ufficio dei pasticcini per festeggiare il suo compleanno, ma tutti credono che si tratti di un altro dei suoi test. L'unico a "cascarci" sarà Paolo che, per rimediare, rimpiazza il pasticcino che ha mangiato con un modellino di Alfa ricoperto di cioccolato. | 26 novembre 2007  |
| 196 | Zingari                        | Massimiliano Zanellati - Marco Pieralisi              | Paolo è convinto che degli zingari vogliano rubargli la macchina. | 26 novembre 2007  |
| 197 | Giornata difficile             |                                                       | Luca ha una giornata storta, e questo lo porta a rimettere in discussione tutta la sua vita. | 26 novembre 2007  |
| 198 | Una camicia per due            | Francesco Faeti                                       | Ilaria regala a Patti una sua vecchia camicetta perché ritiene che le porti sfortuna, ma la segretaria la indossa proprio nel giorno in cui Ilaria ha un'importante riunione. | 26 novembre 2007  |
| 199 | La nuova squadra               | Piersandro Freglio                                    | A causa del suo finto infarto, Luca non può giocare il torneo di calcetto tra le aziende della città. | 28 novembre 2007  |
| 200 | Coppia aperta                  | Beatrice Maestrini - Claudio Sterpone                 | Olmo ha delle foto di Alex che la ritraggono in situazioni compromettenti. | 28 novembre 2007  |
| 201 | Bicchierino speciale           | Andrea "Ahmed" Orancone                               | In azienda vengono stampati degli slogan sui bicchierini della macchinetta del caffè. | 28 novembre 2007  |
| 202 | Attentato                      | Gianpaolo Gambi - Ajub Elamraoui                      | Luca sospetta che l'azienda stia per diventare l'obiettivo di un attentato terroristico. | 28 novembre 2007  |
| 203 | Appuntamento con John          |                                                       | Luca spia nel cellulare di Alex e scopre che si vede di nascosto con un certo John. | 28 novembre 2007  |
| 204 | Analfabeta informatico         |                                                       | Luca deve sostituire il suo vecchio computer e, per non spendere soldi, architetta insieme ad Olmo uno stratagemma per impossessarsi del nuovo portatile di De Marinis. | 28 novembre 2007  |
| 205 | Filodiffusione                 |                                                       | Geller fa installare un impianto di filodiffusione in azienda. | 28 novembre 2007  |
| 206 | Conflitto di valori            |                                                       | Paolo scopre che il suo idolo Roby Facchinetti guida una BMW. | 30 novembre 2007  |
| 207 | Figlio congelato               |                                                       | Paolo fa congelare del suo liquido seminale, per farlo usare in una fecondazione dopo la sua morte. | 30 novembre 2007  |
| 208 | Il berretto                    |                                                       | Geller acquista da Patti un berretto appartenuto ad un vecchietto nazista. | 30 novembre 2007  |
| 209 | Ridere per ridere              |                                                       | Luca e Paolo vogliono strappare una risata a Geller. | 30 novembre 2007  |
| 210 | Il gilet                       |                                                       | Luca indossa un orrendo gilet, che però a Paolo piace. | 30 novembre 2007  |
| 211 | Scarpe bagnate                 |                                                       | Paolo non sa come asciugare le sue scarpe bagnate. | 30 novembre 2007  |
| 212 | Uno spasimante per Patti       | Marco De Giorgi                                       | Un collega della Digitex trova Patti interessante. | 30 novembre 2007  |
| 213 | Caffè gratis                   |                                                       | Luca scopre che la macchinetta è guasta ed eroga caffè gratis. | 2 dicembre 2007   |
| 214 | Una poltrona da distruggere    | Fabrizio Lombardo                                     | Luca organizza una protesta contro tutti i licenziamenti di De Marinis. | 2 dicembre 2007   |
| 215 | Crisi d'identità               |                                                       | Silvano ha fatto un errore nel bilancio. | 2 dicembre 2007   |
| 216 | Pratiche perdute               |                                                       | Ilaria manda Maria Eleonora alla ricerca di una fantomatica pratica perduta. | 2 dicembre 2007   |
| 217 | Suggestione                    |                                                       | Luca e Paolo non vogliono credere alle previsioni di Silvano. | 2 dicembre 2007   |
| 218 | Brioche                        |                                                       | Paolo prepara delle brioche piccanti per la festa di Carminati. | 2 dicembre 2007   |
| 219 | Cappello rosso                 |                                                       | Patti ruba il basco rosso di Maria Eleonora. | 4 dicembre 2007   |
| 220 | Conversazione                  |                                                       | Maria Eleonora cerca di fare amicizia con Alex e Patti. | 4 dicembre 2007   |
| 221 | I lucchetti dell'amore         | Valentina Melis - Arianna Bergamaschi                 | Silvano e Patti vogliono usare il monumento della fusione come simbolo del loro amore. | 4 dicembre 2007   |
| 222 | La presentazione               |                                                       | Ilaria e Gaia si contendono un ruolo nel progetto di presentazione delle C-14 alla fiera internazionale. | 4 dicembre 2007   |
| 223 | La visita di Patti             |                                                       | Patti scopre di non essere più vergine. | 4 dicembre 2007   |
| 224 | Olmo a rischio                 |                                                       | Olmo pensa di essere a rischio licenziamento. | 4 dicembre 2007   |
| 225 | Paranoie femminili             | Alex Sassatelli                                       | Luca ed Alex litigano il giorno del loro anniversario. | 4 dicembre 2007   |
| 226 | Pratica fantasma               |                                                       | Ilaria crede che Maria Eleonora voglia sabotare il suo lavoro. | 10 dicembre 2007  |
| 227 | Mattoncini                     |                                                       | Geller ordina ai dipendenti dell'azienda e della Digitex di creare insieme un monumento che simboleggi la fusione tra le due aziende. | 10 dicembre 2007  |
| 228 | Come due sconosciuti           |                                                       | Patti e Silvano rivivono il loro primo incontro. | 10 dicembre 2007  |
| 229 | Colpevoli                      |                                                       | Nel bagno privato del Presidente viene scritto un insulto. Geller viene incaricato di trovare il colpevole. | 10 dicembre 2007  |
| 230 | Ansia da prestazione           |                                                       | Patti si prepara per una serata con Silvano. | 10 dicembre 2007  |
| 231 | Aria di promozione             |                                                       | De Marinis convince Paolo che, se si comporterà bene, potrebbe avere una promozione. | 10 dicembre 2007  |
| 232 | Bambina sparita                | Gaia ed Eva                                           | Patti perde una bambina della nursery aziendale. | 10 dicembre 2007  |
| 233 | Cammina tra noi                | Gianni Bissaca                                        | In azienda si sparge la voce che il Nuovo Presidente si travesta e venga a spiare i dipendenti in incognito. | 10 dicembre 2007  |
| 234 | Il nuovo presidente            | Leonardo Lapomarda                                    | De Marinis organizza la festa per l'arrivo in azienda del nuovo presidente. | 10 dicembre 2007  |
| 235 | Il tesoro                      |                                                       | Luca e Silvano scoprono una mappa che porta ad un tesoro nascosto in azienda. | 10 dicembre 2007  |
| 236 | La mancia                      | Daniele Gaggianese                                    | Luca e Maria Eleonora si battono contro De Marinis per far avere la mancia ad un fattorino. | 10 dicembre 2007  |
| 237 | L'interrogatorio di De Marinis |                                                       | De Marinis vuole scoprire perché la sera precedente nessuno è andato a prenderlo in macchina. | 15 dicembre 2007  |
| 238 | L'ultimo caffè                 |                                                       | Paolo e Carminati si contendono l'ultimo caffè della macchinetta. | 15 dicembre 2007  |
| 239 | Visita di controllo            |                                                       | Luca ha paura che si scopra che si è inventato l'infarto. | 15 dicembre 2007  |
| 241 | Il momento giusto              |                                                       | Olmo deve chiedere un aumento, e Luca gli consiglia di aspettare il momento giusto. | 15 dicembre 2007  |
| 242 | La parabola delle trote        |                                                       | Geller racconta un'incomprensibile parabola a Luca, il quale fa di tutto per scoprirne il significato. | 15 dicembre 2007  |
| 243 | Notte insieme                  |                                                       | Patti e Silvano sono convinti di aver passato la notte insieme, ma non si ricordano precisamente cosa sia successo. | 15 dicembre 2007  |
| 244 | Sogno o realtà                 |                                                       | Luca e Paolo decidono di trasformare in realtà un sogno ricorrente di Patti. | 15 dicembre 2007  |
| 245 | Tutti frutti                   |                                                       | Carminati prepara una macedonia e Luca e Paolo vogliono sabotarla. | 15 dicembre 2007  |
| 246 | Cornuto                        | Giovanni Tomassetti - Michela Ottolini                | Luca fa credere ad Alex di avere avuto una storia con la moglie di un collega. | 15 dicembre 2007  |
| 247 | I baffi di De Marinis          |                                                       | Durante una vacanza, De Marinis si è fatto crescere i baffi, ma nessuno dei suoi dipendenti sembra accorgersene. | 15 dicembre 2007  |
| 248 | La cavia                       |                                                       | Patti crede che Geller voglia usare una cavia per degli esperimenti, così cerca di salvarla. | 15 dicembre 2007  |
| 249 | La poltrona di Silvano         |                                                       | Luca e Paolo vogliono letteralmente incollare Silvano alla sua nuova poltrona. | 20 dicembre 2007  |
| 250 | Le piante di Valeria           |                                                       | Valeria chiede a Paolo di prendersi cura delle sue piante mentre lei è fuori città. | 20 dicembre 2007  |
| 251 | Mai dire Weil                  | Massimo Malagugini                                    | Carminati incontra un suo ex collega, che sembra se la passi male. | 20 dicembre 2007  |
| 252 | Vendicami                      |                                                       | Luca e Paolo distruggono una pratica di Patti e lei chiede a Silvano di vendicarla. | 20 dicembre 2007  |
| 253 | Week end con Maruska           |                                                       | Paolo è costretto a rinunciare al suo weekend con Maruska. | 20 dicembre 2007  |
| 254 | Cineforum                      |                                                       | Luca, con la scusa del cineforum, tenta di fare colpo su Maria Eleonora. | 20 dicembre 2007  |
| 255 | Il piccolo corteo              |                                                       | Luca vuole assolutamente partecipare al corteo di protesta organizzato da Maria Eleonora. | 20 dicembre 2007  |
| 256 | Il blu scuro e il nero         |                                                       | Paolo deve vestirsi elegante per un importante contratto, ma non riesce a distinguere tra una giacca blu scuro ed una nera da abbinare ai suoi pantaloni. | 20 dicembre 2007  |
| 257 | La barzelletta di Silvano      |                                                       | Silvano cerca di far ridere i colleghi con una barzelletta noiosissima. | 20 dicembre 2007  |
| 258 | L'annuncio                     | Valerio De Feudis                                     | Luca vuole vendere un navigatore satellitare rotto. | 20 dicembre 2007  |
| 259 | Lilli e il vagabondo           | Roland Litrico                                        | Luca lascia a Maria Eleonora un DVD con dentro un messaggio romantico. | 20 dicembre 2007  |
| 260 | Offrire                        |                                                       | Luca non riesce ad offrire un caffè ai suoi colleghi. | 20 dicembre 2007  |
| 261 | Segnaletica orizzontale        | Paco Carlotto - Alessandro Dinuzzi                    | Con la fusione, ed il conseguente spostamento degli uffici, De Marinis crea una nuova segnaletica per meglio orientarsi nel palazzo. | 20 dicembre 2007  |
| 262 | Un premio al reparto           |                                                       | Paolo e Carminati non riescono a mettersi d'accordo su quale premio chiedere per il reparto vendite. | 20 dicembre 2007  |
| 263 | La prova di Weil               |                                                       | Carminati spiega come valorizzare lo spirito di corpo. | 20 dicembre 2007  |
| 264 | Il litigio                     |                                                       | Luca e De Marinis inscenano un finto litigio per non destare in Geller sospetti sui loro intrallazzi. | 20 dicembre 2007  |
| 265 | Il video                       |                                                       | Luca decide di registrarsi con una videocamera mentre copula con Alex. | 28 dicembre 2007  |
| 266 | Mascotte                       | Andrea Berlinghieri                                   | Geller vuole che venga creata una mascotte per la nuova azienda. | 28 dicembre 2007  |
| 267 | Serialmania                    |                                                       | Per conquistare Maria Eleonora, Luca si finge fan appassionato di una serie televisiva. | 28 dicembre 2007  |
| 268 | Sesso con Patti                |                                                       | Paolo ha sognato di andare a letto con Patti. | 28 dicembre 2007  |
| 269 | Un mese di vita                |                                                       | Vittorio pensa che gli rimanga soltanto un mese da vivere. | 28 dicembre 2007  |
| 271 | The voice                      | Albertino - Elena Ramogino                            | Per fare colpo su una ragazza, Paolo si fa "prestare" la voce da un deejay. | 3 gennaio 2008    |
| 272 | Momento d'intesa               |                                                       | Patti aiuta Paolo a scrivere un fax. | 3 gennaio 2008    |
| 273 | Il blog                        |                                                       | Geller chiede a Patti di aprire un blog che racconti le vicende dell'azienda. | 3 gennaio 2008    |
| 274 | Il fantasma                    | Alessia Marcuzzi                                      | Per liberarsi di una sua ex, Paolo le fa credere di essere morto. | 3 gennaio 2008    |
| 275 | Il ponte                       | Francesco Angeli                                      | Luca suggerisce a Paolo di simulare un infortunio sul lavoro per passare il ponte insieme. | 3 gennaio 2008    |
| 276 | L'amica del cuore              | Giorgia Palmas                                        | Patti crede che la nipote della signora Bollini voglia portarle via Silvano. | 3 gennaio 2008    |
| 277 | Il traduttore                  | Branko Vikich - Emanuele Fortunati                    | Paolo crede che un suo cliente straniero sia arrabbiato con lui per aver ricevuto delle C-14 difettose. | 7 gennaio 2008    |
| 278 | Karate Bitta                   | Tomohiko Tasaka                                       | Paolo vuole farsi insegnare il karate da un giapponese. | 7 gennaio 2008    |
| 279 | La due colori                  | Martina Colombari                                     | Paolo vuole lasciare la sua ultima conquista perché ha gli occhi di due colori diversi. | 7 gennaio 2008    |
| 280 | Luca baby-sitter               |                                                       | Per fare colpo su Caterina, Luca si finge baby sitter. | 7 gennaio 2008    |
| 281 | Il succhiotto                  |                                                       | Per ingelosire Alex, Luca cerca qualcuno che le faccia un succhiotto. | 7 gennaio 2008    |
| 282 | Il tema di italiano            | Fioretta Mari                                         | Jonathan ha preso un 8 a scuola e così Paolo cerca di convincere la prof ad abbassare il voto a suo figlio. | 12 gennaio 2008   |
| 283 | Discriminazione                | Alex Zanardi - Francesco Randazzo - Gabriele Ciavarra | L'azienda offre lavoro ad un disabile, ma egli non si inserisce molto bene nell'ambiente, dando molti problemi a Luca e a De Marinis. | 12 gennaio 2008   |
| 284 | L'angelo di Patti              | Stefano Annoni                                        | Patti aspetta un segnale dal suo angelo custode. | 12 gennaio 2008   |
| 285 | La grande occasione            | Natasha Stefanenko                                    | Silvano incontra la donna dei suoi sogni. | 12 gennaio 2008   |
| 286 | La regola                      |                                                       | Paolo e Luca hanno una strana regola. | 12 gennaio 2008   |
| 287 | L'intervista                   | Rosanna Cancellieri                                   | Ilaria deve rilasciare un'intervista per la rivista Donna E e quindi convince Patti e Wanda a tessere le sue lodi davanti alla giornalista. | 12 gennaio 2008   |
| 288 | Litigare                       |                                                       | Luca scommette con Paolo che riesce a far litigare Patti e Silvano entro la fine della giornata. | 17 gennaio 2008   |
| 289 | L'uomo di Gaia                 |                                                       | Paolo mette in giro la voce che Riccardo, il fidanzato di Gaia, è gay. | 17 gennaio 2008   |
| 290 | Magazziniere                   | Massimiliano Varrese                                  | Ilaria si prende una cotta per il nuovo e giovane magazziniere dell'azienda. | 17 gennaio 2008   |
| 291 | Problemi di elezione           | Carla Chiarelli                                       | Luca cerca di farsi eleggere come rappresentante di zona del sindacato. | 17 gennaio 2008   |
| 292 | Proposta cinese                | Nino Demonteverde                                     | La nuova ditta cinese offre a Paolo un posto di lavoro, ma Luca non vuole perdere il suo unico amico. | 17 gennaio 2008   |
| 293 | Regalo di compleanno           |                                                       | Paolo, Silvano e Patti devono fare il regalo di compleanno a Luca. | 17 gennaio 2008   |
| 294 | Predizione                     |                                                       | Luca, per rimanere da solo con Maria Eleonora, interpreta la predizione che una zingara ha fatto a Pippo, in maniera tale da spingerlo a lasciare l'area relax durante l'ora di pranzo.                                                                                           | 24 gennaio 2008   |
| 295 | So che tu sai                  |                                                       | Luca e Paolo ricattano Silvano. | 24 gennaio 2008   |
| 296 | TFR                            | Davide Paniate - Andrea Santonastaso - Alberto Giusta | Il Ministero sceglie gli uffici dell'azienda per girare lo spot per il TFR. | 24 gennaio 2008   |
| 297 | Scambio di ruoli               | Vito                                                  | Paolo insegna ad un imbranato venditore i trucchi del mestiere. | 24 gennaio 2008   |
| 298 | Soldi contati                  |                                                       | De Marinis organizza una colletta per una ragazza che ha bisogno di una nuova carrozzella. Contemporaneamente chiede a Patti di fare dei caffè per dei clienti, ma Patti non ha moneta.                                                                                           | 24 gennaio 2008   |